# Comuna La Libertad (Cúcuta)
La Libertad (oficialmente Ciudadela La Libertad) es el nombre que recibe en conjunto las comunas 3 (Sur oriental) y 4 (Oriental) de la ciudad colombiana de Cúcuta. Se ubica en gran parte en el cerro la libertad de 400 metros sobre el nivel del mar, al sureste de la ciudad, haciendo frontera con  Villa del Rosario. Se ubica entre el río Pamplonita y el río Táchira, cerca de la desembocadura.
La Libertad actualmente es uno de los sectores más populares de la ciudad, donde habitan 114.438 personas en un área netamente rural de 12 km². Al sur de la comuna está la vía hacia Villa del Rosario y al norte la vía al municipio de Ureña, Venezuela. La comuna mide 5.7 km de norte a sur y 3 de oeste a este (aproximado y en línea recta).

## Subdivisión
La ciudadela de La Libertad se divide en 36 barrios, entre los que se destacan:
- El Cují
- Bogotá
- Bellavista
- La Libertad
- San Mateo
- Aguas Calientes
- Santa Teresita
- San Luis
- Cuatro Vientos
- Valle Esther
- Policarpa
- Las Margaritas
- Santa Ana
- Boconó
- La Unión
- San Martín
- Siglo XXI
- Nuevo Milenio
- Aniversario 1
- Aniversario 2
- San José de Torcoroma
- Torcoroma 1
- Torcoroma 2
- Torcoroma 3
- Caño Fistolo
- Prados del Este

## Toponimia
Esta comuna recibe este nombre debido a que fue invadido y las autoridades locales no lo permitían, gracias a la acción de la iglesia por medio de Luis Pérez Hernández que fue el primer obispo de Cúcuta, logró la condición de área libre, así el primer habitante nacido allí se llamó María Libertad, posteriormente el barrio se conoció como La Libertad.

## Galería

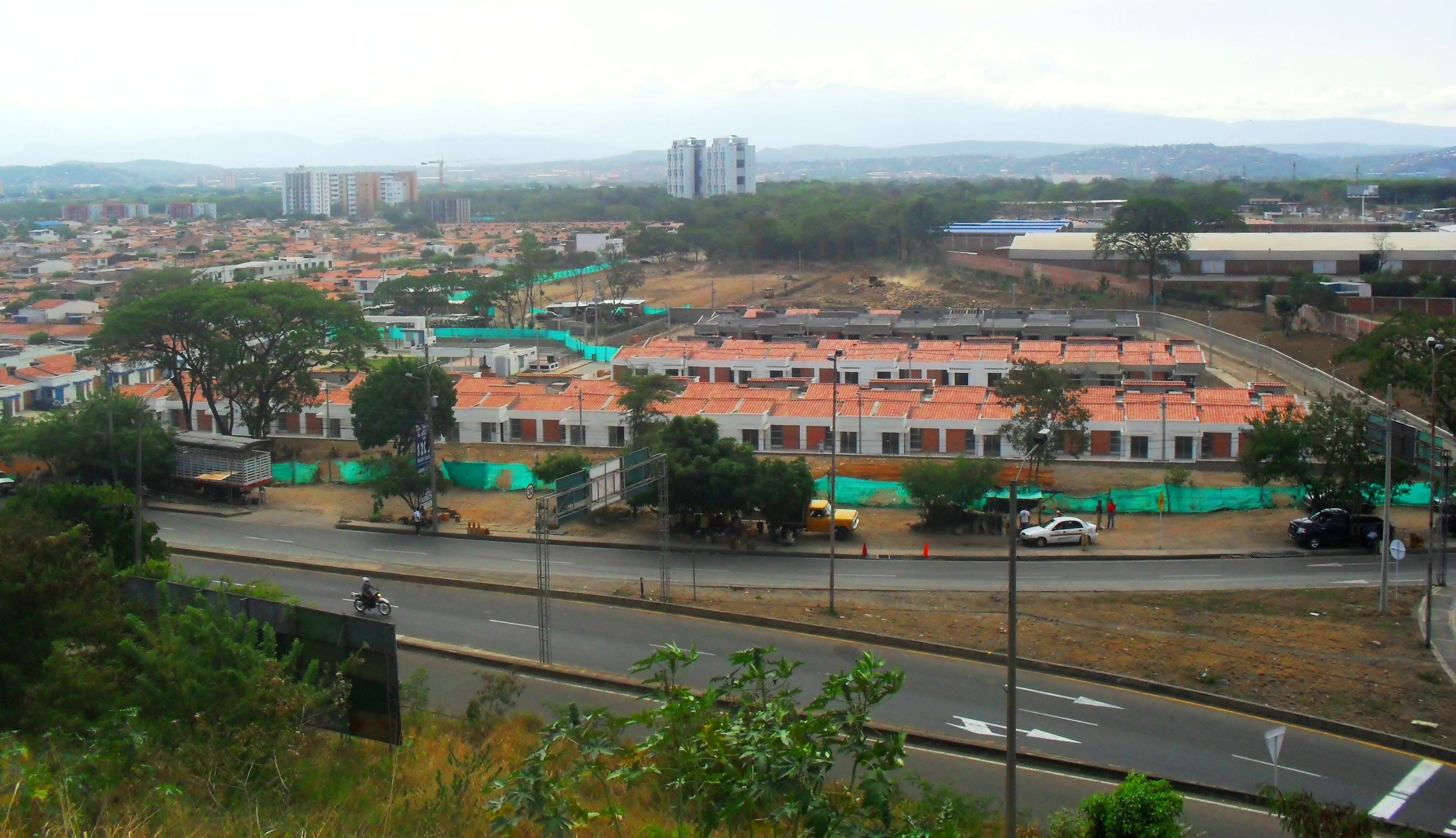
Vista Barrio Prados del Este
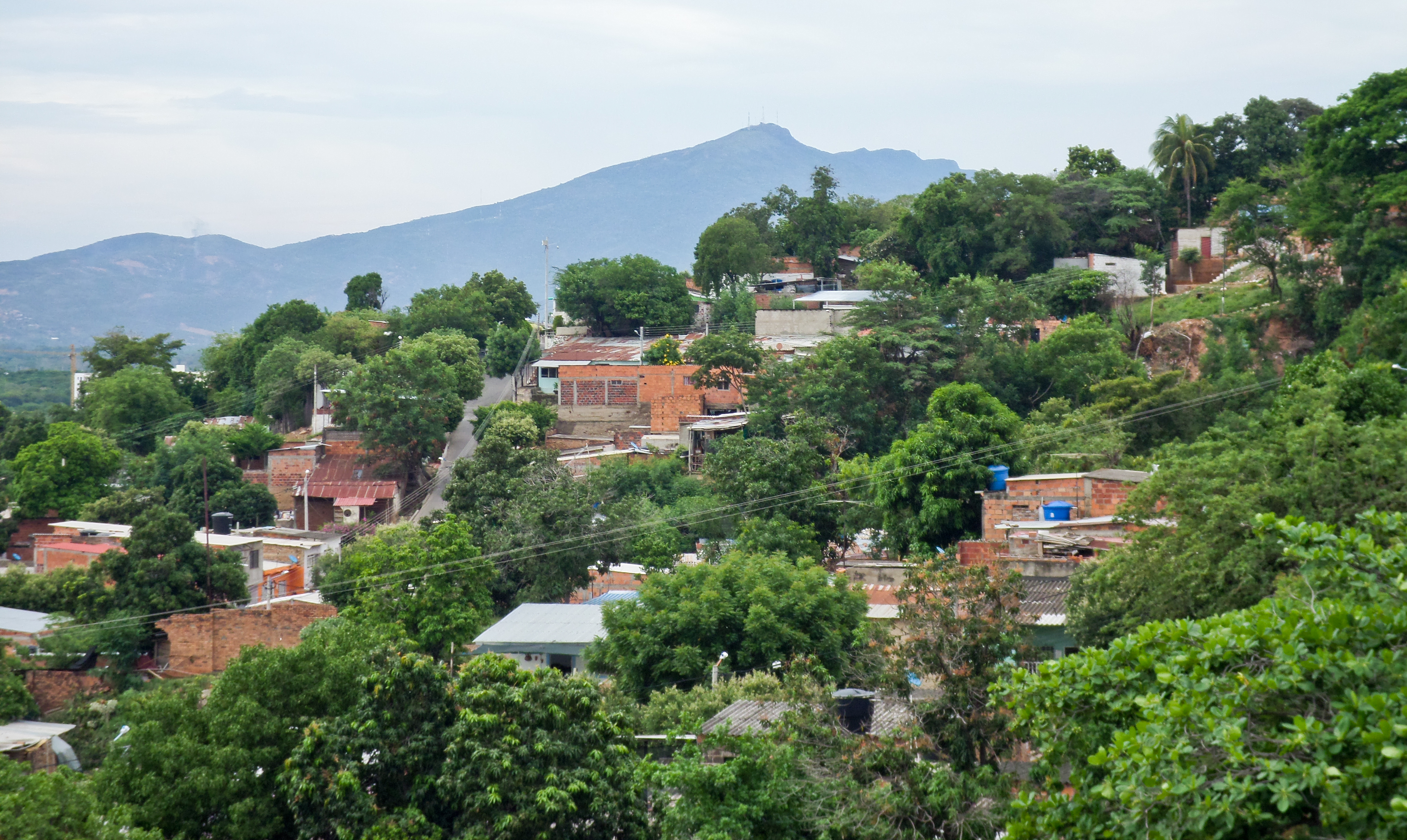
Barrios al costado de cerros
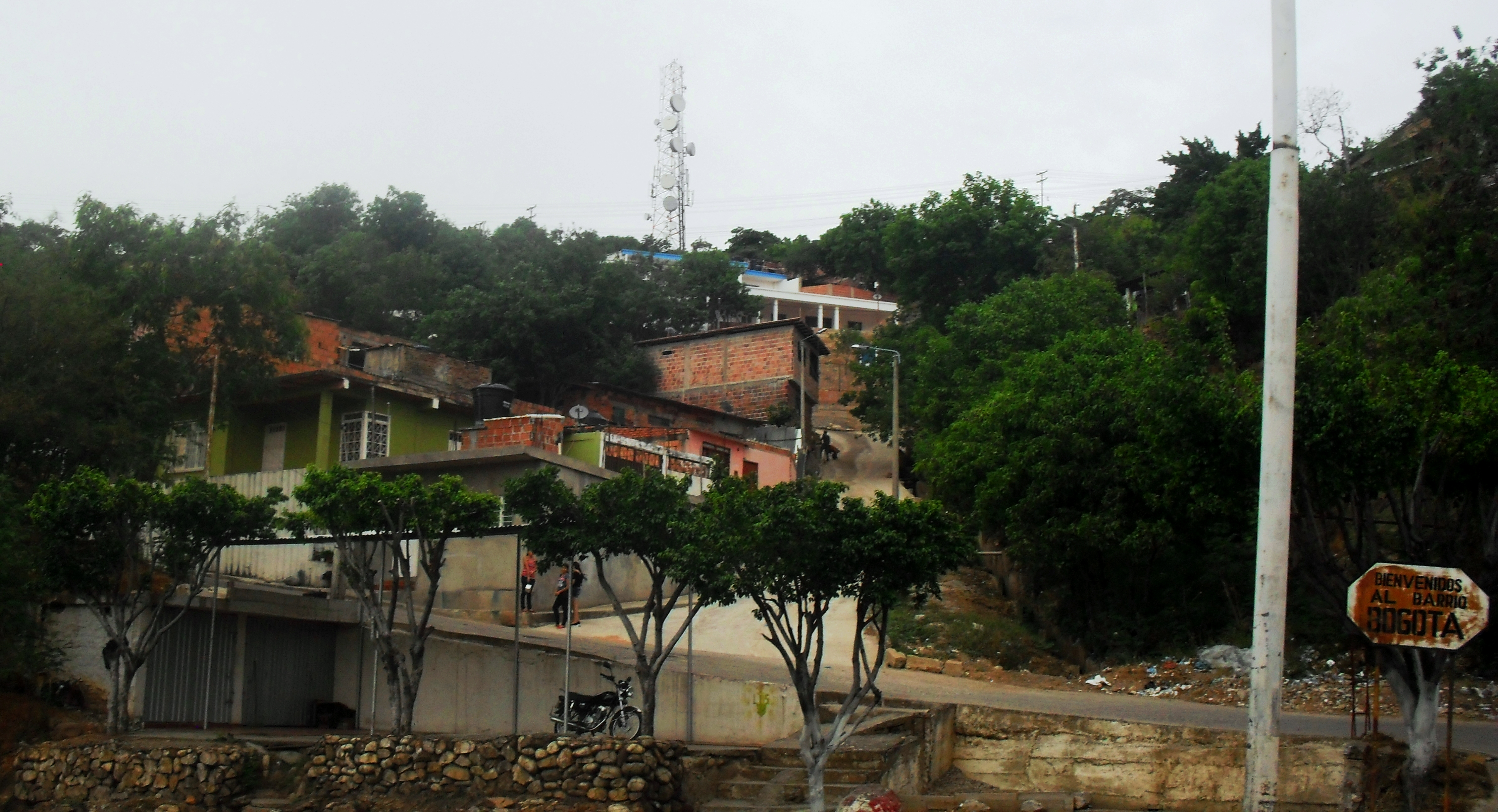
Entrada Barrio Bogotá
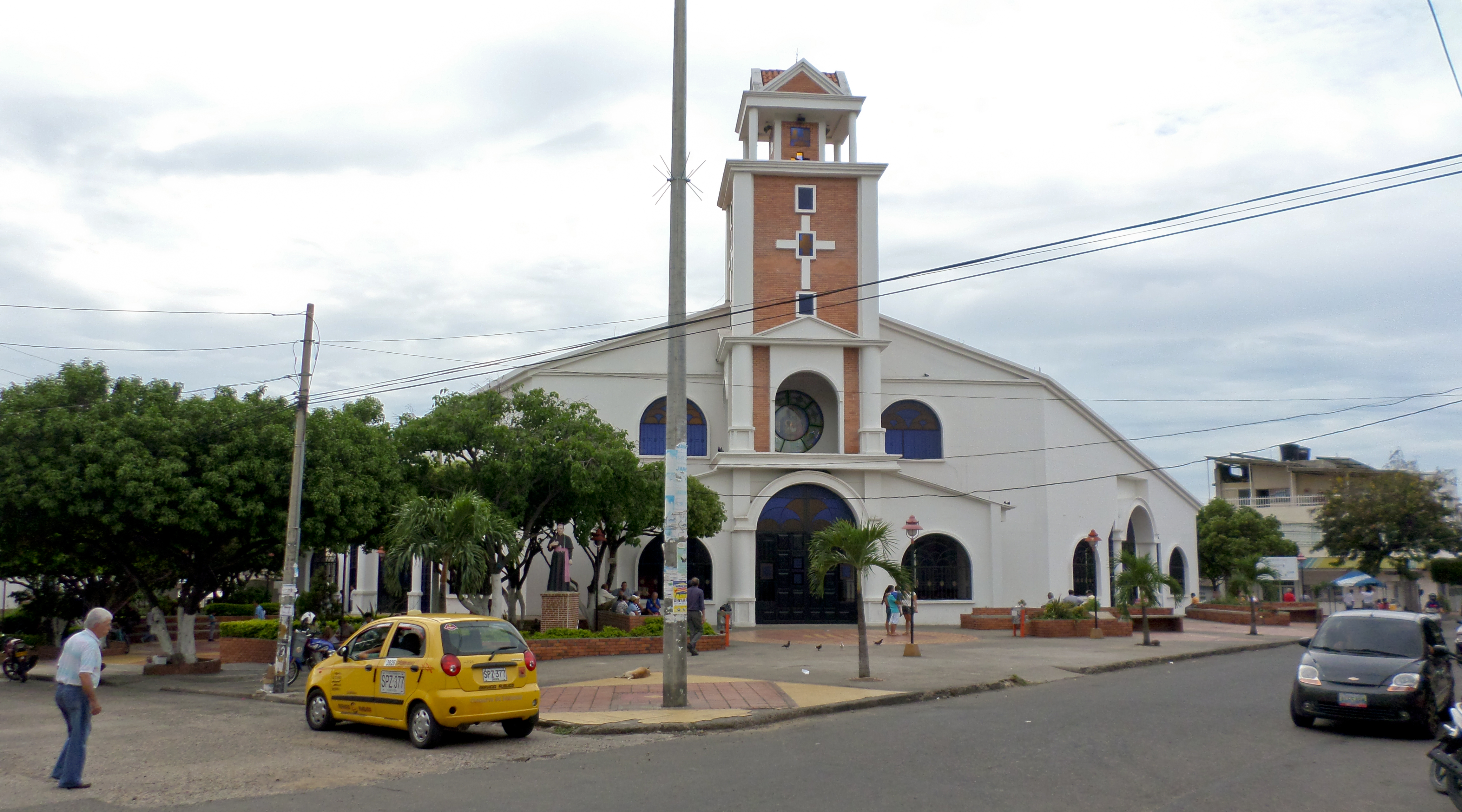
Iglesia La Libertad
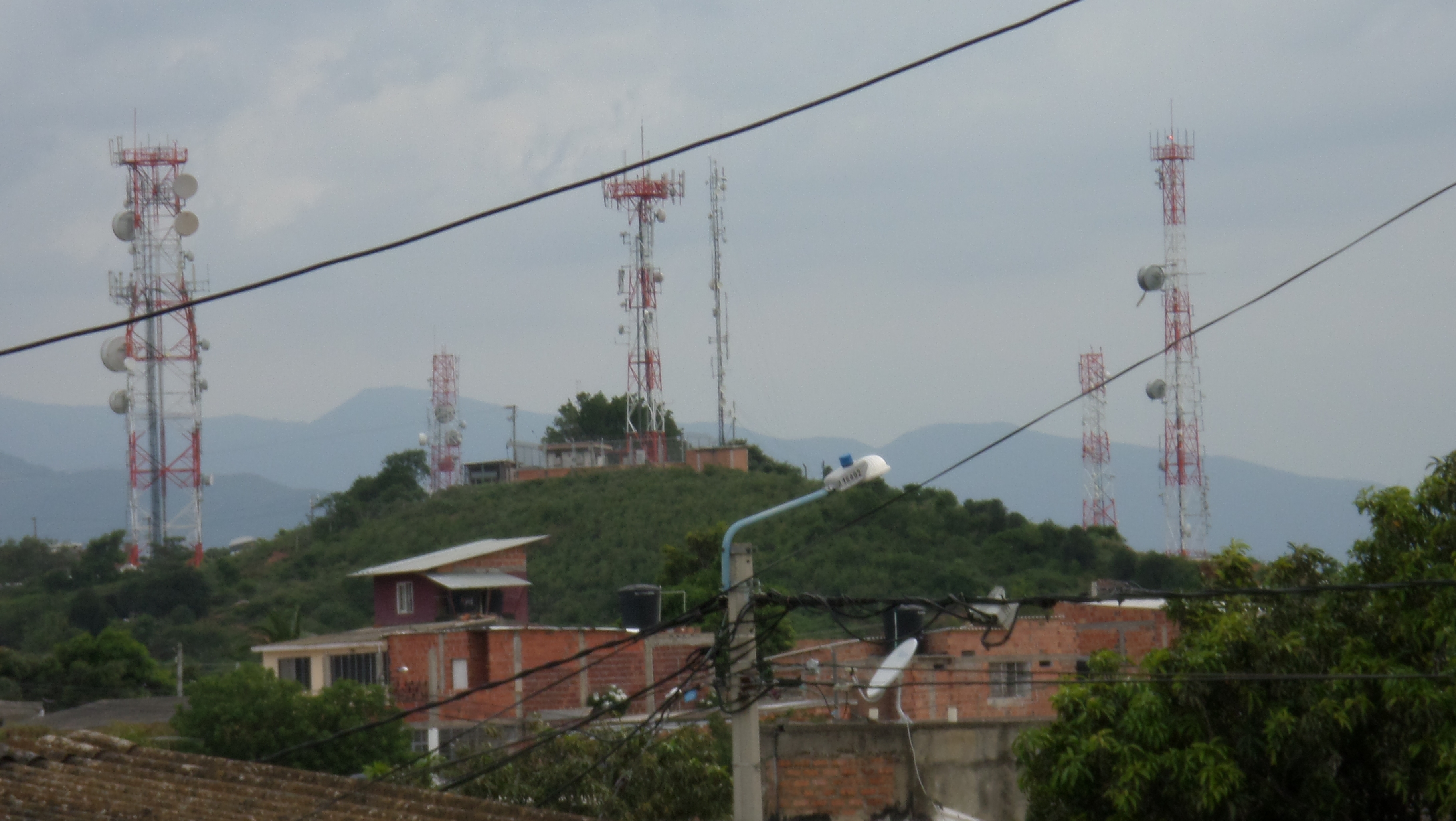
Antenas Barrio San Mateo
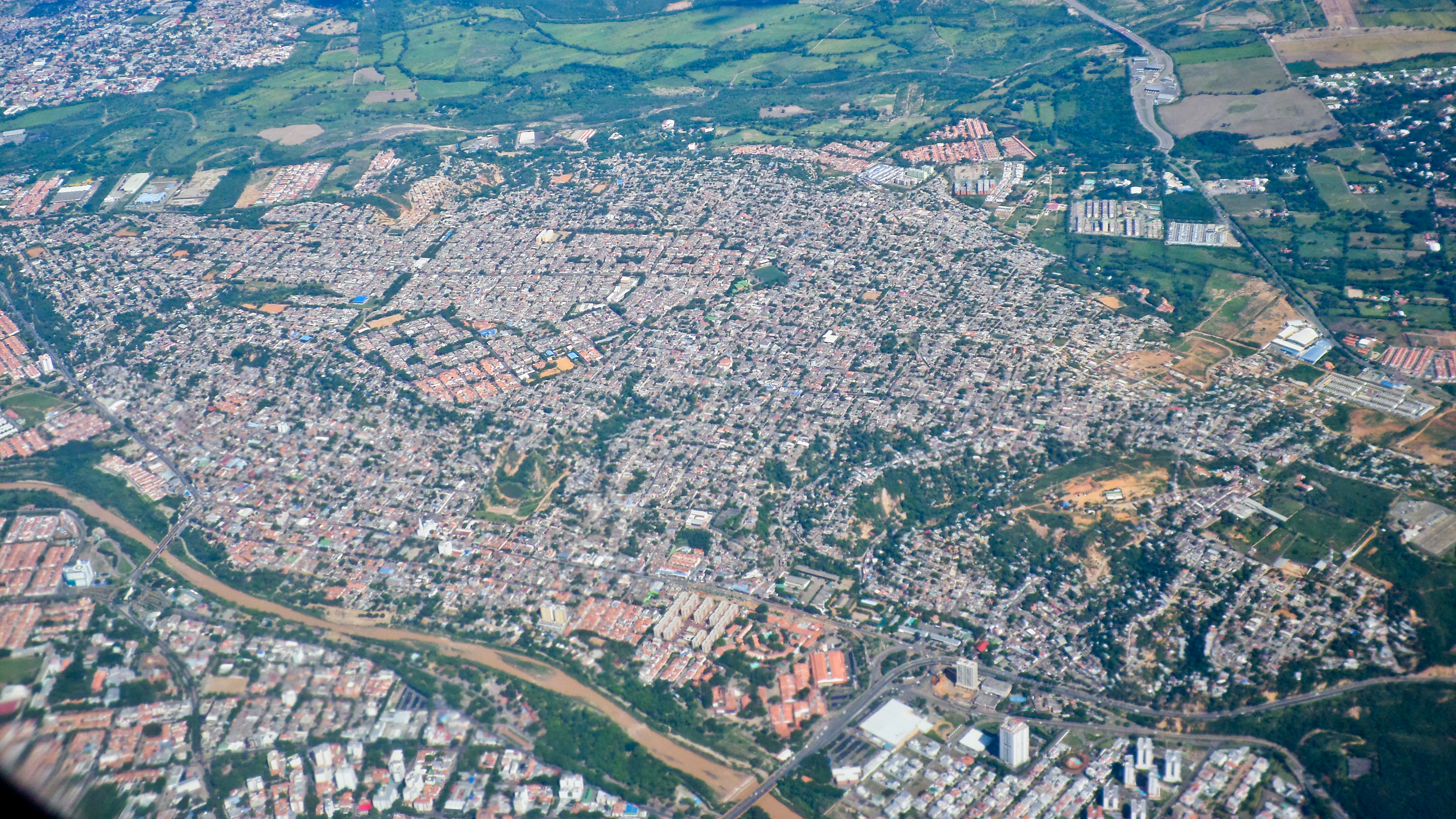
Vista aérea
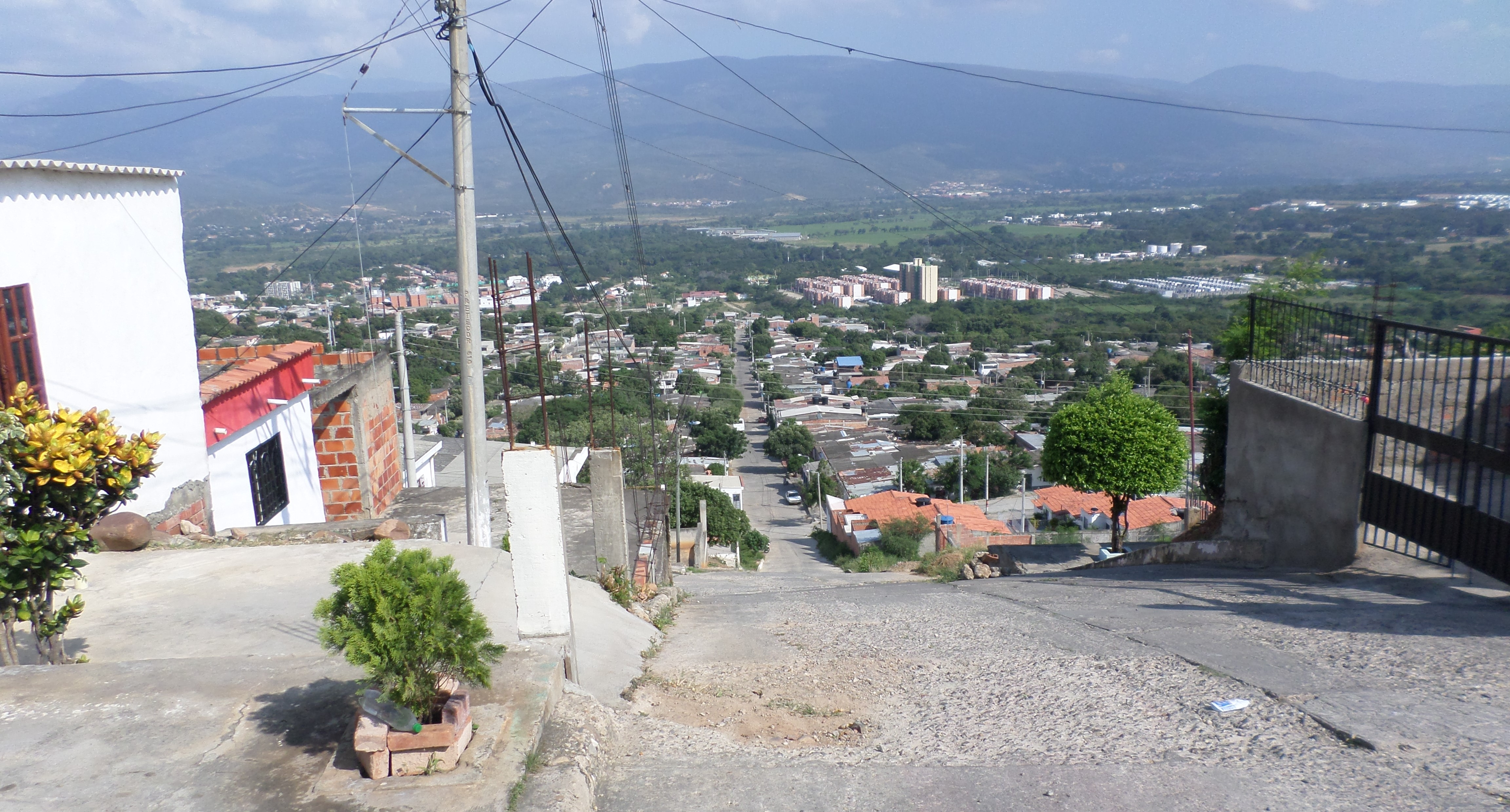
Este de la comuna